# مارکوس آدامز (عکاس)
مارکوس آدامز (انگلیسی: Marcus Adams; ۱۵ مهٔ ۱۸۷۵ – ۹ آوریل ۱۹۵۹) عکاس اهل بریتانیا بود که به دلیل پرتره‌هایش از کودکان معروف است. او اولین پرتره رسمی از شاهدخت الیزابت (الیزابت دوم فعلی) را ثبت کرد.